# Primera División de Paraguay 2010
Primera División de Paraguay 2010 este al 76-lea sezon al Primera División de Paraguay.
|  |

## Echipe
| Echipă           | Oraș                | Stadion                | Capacitate |
| ---------------- | ------------------- | ---------------------- | ---------- |
| 3 de Febrero     | Ciudad del Este     | Antonio Oddone Sarubbi | 28,000     |
| Cerro Porteño    | Asunción            | General Pablo Rojas    | 32,000     |
| Guaraní          | Asunción            | Rogelio Livieres       | 6,000      |
| Libertad         | Asunción            | Dr. Nicolás Leoz       | 10,000     |
| Nacional         | Asunción            | Arsenio Erico          | 4,000      |
| Olimpia          | Asunción            | Manuel Ferreira        | 15,000     |
| Rubio Ñu         | Asunción            | La Arboleda            | 5,000      |
| Sol de América   | Villa Elisa         | Luis Alfonso Giagni    | 5,000      |
| Sport Colombia   | Fernando de la Mora | Alfonso Colmán         | 7,000      |
| Sportivo Luqueño | Luque               | Feliciano Cáceres      | 25,000     |
| Tacuary          | Asunción            | Roberto Béttega        | 7,000      |
| Trinidense       | Asunción            | Martín Torres          | 3,000      |

## Clasament
| Poz | Echipa           | MJ | V  | E  | Î  | GM | GP | G   | Pct | Promovare sau retrogradare         |
| --- | ---------------- | -- | -- | -- | -- | -- | -- | --- | --- | ---------------------------------- |
| 1   | Guaraní          | 22 | 15 | 4  | 3  | 43 | 20 | +23 | 49  | Copa Libertadores 2011 Faza a doua |
| 2   | Cerro Porteño    | 22 | 14 | 3  | 5  | 37 | 23 | +14 | 45  |                                    |
| 3   | Olimpia          | 22 | 11 | 6  | 5  | 32 | 18 | +14 | 39  |                                    |
| 4   | Libertad         | 22 | 11 | 5  | 6  | 33 | 15 | +18 | 38  |                                    |
| 5   | Rubio Ñu         | 22 | 10 | 8  | 4  | 36 | 25 | +11 | 38  |                                    |
| 6   | Nacional         | 22 | 10 | 5  | 7  | 31 | 22 | +9  | 35  |                                    |
| 7   | Sportivo Luqueño | 22 | 5  | 10 | 7  | 26 | 30 | −4  | 25  |                                    |
| 8   | Sol de América   | 22 | 7  | 4  | 11 | 27 | 39 | −12 | 25  |                                    |
| 9   | Trinidense       | 22 | 4  | 7  | 11 | 19 | 34 | −15 | 19  |                                    |
| 10  | 3 de Febrero     | 22 | 5  | 4  | 13 | 17 | 32 | −15 | 19  |                                    |
| 11  | Sport Colombia   | 22 | 4  | 5  | 13 | 21 | 40 | −19 | 17  |                                    |
| 12  | Tacuary          | 22 | 3  | 5  | 14 | 20 | 44 | −24 | 14  |                                    |

Sursa: RSSSF
Reguli de clasare: 
1st points. If two teams are tied on points, a playoff game will be held to break the tie. If more than two clubs are tied on points, the following will be used as a tiebreaker: 1st goal difference; 2nd goals scored; 3rd away-goals socred; 4th draw of lots.
POZ = Poziția în clasament; (C) = Campioană; (R) = Retrogradată; (P) = Promovată; (E) = Eliminată; (O) = Câștigătoare de play-off; (A) = Avansează în runda următoare. 
Aplicabil doar când sezonul nu este terminat: 
(Q) = Calificare în faza competiției indicată; (TQ) = Calificare în competiție, dar încă nu în faza indicată; (RQ) = Calificată în competiția de retrogradare indicată; (DQ) = Descalificată din competiție.

| Copa TIGO Apertura 2010 (campioni) |
| ---------------------------------- |
| Guaraní al 10-lea titlu            |

### Results
| Acasă \ Deplasare[1] | 3FE | CEP | GUA | LIB | NAC | OLI | RÑU | SOL | SPC | SPL | TAC | TRI |
| 3 de Febrero         |     | 0–1 | 1–2 | 0–0 | 0–3 | 0–1 | 2–3 | 0–2 | 2–0 | 0–0 | 1–0 | 1–3 |
| Cerro Porteño        | 2–1 |     | 1–3 | 0–2 | 3–0 | 0–0 | 1–1 | 1–0 | 4–1 | 1–0 | 1–0 | 4–1 |
| Guaraní              | 1–1 | 1–2 |     | 1–0 | 2–2 | 2–1 | 3–2 | 3–1 | 1–0 | 2–0 | 5–2 | 2–0 |
| Libertad             | 3–0 | 3–0 | 2–1 |     | 0–0 | 0–0 | 2–1 | 3–4 | 3–0 | 0–1 | 0–0 | 0–1 |
| Nacional             | 2–1 | 0–3 | 1–0 | 1–0 |     | 0–0 | 0–0 | 1–2 | 1–2 | 3–0 | 4–0 | 2–0 |
| Olimpia              | 1–0 | 3–2 | 0–0 | 0–2 | 1–0 |     | 1–1 | 1–2 | 2–1 | 2–1 | 3–2 | 3–1 |
| Rubio Ñu             | 0–2 | 0–3 | 1–1 | 2–1 | 4–1 | 1–0 |     | 5–0 | 2–1 | 0–0 | 3–1 | 1–1 |
| Sol de América       | 3–1 | 1–2 | 0–1 | 1–4 | 2–5 | 2–1 | 0–1 |     | 1–2 | 1–1 | 1–0 | 1–1 |
| Sport Colombia       | 2–3 | 1–1 | 1–3 | 0–1 | 1–0 | 0–4 | 2–4 | 2–2 |     | 0–1 | 0–0 | 0–0 |
| Sportivo Luqueño     | 0–0 | 3–1 | 1–2 | 1–2 | 1–1 | 1–1 | 2–2 | 1–0 | 2–3 |     | 3–3 | 3–3 |
| Tacuary              | 3–0 | 1–2 | 1–4 | 0–4 | 0–3 | 0–4 | 0–1 | 1–1 | 2–2 | 1–2 |     | 2–0 |
| Trinidense           | 0–1 | 1–2 | 0–3 | 1–1 | 0–1 | 0–3 | 1–1 | 2–0 | 1–0 | 2–2 | 0–1 |     |

Sursa: APF es
1Echipa gazdă este listată în coloana din stânga.
Culori: Albastru = gazda e câștigătoare; Galben = egal; Roșu = oaspeții sunt câștigători.

### Topul marcatorilor
| Poz | Jucător           | Naționalitate | Club             | Goluri |
| --- | ----------------- | ------------- | ---------------- | ------ |
| 1   | Rodrigo Teixeira  | Brazilian     | Guaraní          | 16     |
| 1   | Pablo Zeballos    | Paraguayan    | Cerro Porteño    | 16     |
| 3   | Guillermo Beltrán | Paraguayan    | Nacional         | 8      |
| 3   | Nelson Cuevas     | Paraguayan    | Olimpia          | 8      |
| 5   | Roberto Acuña     | Paraguayan    | Rubio Ñú         | 7      |
| 5   | Miguel Cuéllar    | Paraguayan    | 3 de Febrero     | 7      |
| 5   | Francisco Esteche | Paraguayan    | Sportivo Luqueño | 7      |
| 5   | Jonathan Fabbro   | Paraguayan    | Guaraní          | 7      |
| 5   | Roberto Gamarra   | Paraguayan    | Libertad         | 7      |
| 10  | Diego Alfonso     | Paraguayan    | Tacuary          | 6      |
| 10  | Julio dos Santos  | Paraguayan    | Cerro Porteño    | 6      |

Source:

## Torneo Clausura
The Campeonato de Clausura, also the Torneo Tigo Clausura for sponsorship reasons, is the second championship of the season. It began on July 16 and ended December 12.

### Clasament
| Poz | Echipa           | MJ | V  | E  | Î  | GM | GP | G   | Pct | Promovare sau retrogradare         |
| --- | ---------------- | -- | -- | -- | -- | -- | -- | --- | --- | ---------------------------------- |
| 1   | Libertad         | 22 | 16 | 1  | 5  | 46 | 15 | +31 | 49  | Copa Libertadores 2011 Faza a doua |
| 2   | Cerro Porteño    | 22 | 13 | 7  | 2  | 36 | 18 | +18 | 46  |                                    |
| 3   | Nacional         | 22 | 12 | 6  | 4  | 29 | 18 | +11 | 42  |                                    |
| 4   | Guaraní          | 22 | 10 | 6  | 6  | 29 | 22 | +7  | 36  |                                    |
| 5   | Olimpia          | 22 | 7  | 11 | 4  | 31 | 23 | +8  | 32  |                                    |
| 6   | Rubio Ñu         | 22 | 7  | 7  | 8  | 25 | 32 | −7  | 28  |                                    |
| 7   | Sport Colombia   | 22 | 5  | 9  | 8  | 23 | 30 | −7  | 24  |                                    |
| 8   | Tacuary          | 22 | 6  | 5  | 11 | 20 | 29 | −9  | 23  |                                    |
| 9   | Sol de América   | 22 | 5  | 5  | 12 | 20 | 28 | −8  | 20  |                                    |
| 10  | 3 de Febrero     | 22 | 4  | 7  | 11 | 19 | 34 | −15 | 19  |                                    |
| 11  | Trinidense       | 22 | 3  | 9  | 10 | 25 | 46 | −21 | 18  |                                    |
| 12  | Sportivo Luqueño | 22 | 2  | 11 | 9  | 21 | 29 | −8  | 17  |                                    |

Sursa: APF
Reguli de clasare: 
1st points. If two teams are tied on points, a playoff game will be held to break the tie. If more than two clubs are tied on points, the following will be used as a tiebreaker: 1st goal difference; 2nd goals scored; 3rd away-goals socred; 4th draw of lots.
POZ = Poziția în clasament; (C) = Campioană; (R) = Retrogradată; (P) = Promovată; (E) = Eliminată; (O) = Câștigătoare de play-off; (A) = Avansează în runda următoare. 
Aplicabil doar când sezonul nu este terminat: 
(Q) = Calificare în faza competiției indicată; (TQ) = Calificare în competiție, dar încă nu în faza indicată; (RQ) = Calificată în competiția de retrogradare indicată; (DQ) = Descalificată din competiție.

| Copa TIGO 2010 Clausura Champion |
| -------------------------------- |
| Libertad 15th title              |

### Rezultate
| Acasă \ Deplasare[1] | 3FE | CEP | GUA | LIB | NAC | OLI | RÑU | SOL | SPC | SPL | TAC | TRI |
| 3 de Febrero         |     | 0–1 | 4–0 | 2–1 | 1–2 | 0–3 | 3–0 | 1–1 | 0–3 | 0–0 | 0–0 | 0–2 |
| Cerro Porteño        | 3–0 |     | 2–1 | 2–0 | 1–1 | 1–1 | 2–0 | 2–0 | 0–0 | 1–1 | 1–3 | 3–1 |
| Guaraní              | 2–1 | 1–2 |     | 2–0 | 0–0 | 0–0 | 1–2 | 1–0 | 3–0 | 1–0 | 1–0 | 0–1 |
| Libertad             | 5–0 | 2–0 | 2–0 |     | 1–0 | 2–2 | 2–1 | 3–0 | 4–0 | 3–1 | 3–0 | 7–0 |
| Nacional             | 1–0 | 0–0 | 0–1 | 1–0 |     | 0–2 | 0–0 | 2–0 | 4–3 | 2–0 | 1–0 | 4–1 |
| Olimpia              | 2–0 | 2–2 | 2–2 | 0–2 | 1–2 |     | 1–4 | 0–0 | 3–0 | 1–1 | 2–1 | 1–1 |
| Rubio Ñu             | 1–1 | 1–2 | 2–2 | 1–3 | 1–1 | 2–2 |     | 2–1 | 1–0 | 2–2 | 1–2 | 1–0 |
| Sol de América       | 0–1 | 1–2 | 1–2 | 0–1 | 1–0 | 1–0 | 4–0 |     | 1–2 | 2–1 | 0–1 | 2–2 |
| Sport Colombia       | 1–1 | 1–1 | 1–1 | 1–0 | 1–2 | 0–0 | 2–0 | 2–0 |     | 0–0 | 1–3 | 1–1 |
| Sportivo Luqueño     | 3–3 | 1–3 | 0–3 | 1–2 | 0–1 | 0–0 | 0–1 | 1–1 | 1–1 |     | 2–0 | 0–0 |
| Tacuary              | 2–0 | 0–1 | 1–1 | 0–1 | 1–2 | 1–4 | 0–0 | 1–1 | 2–1 | 0–3 |     | 0–1 |
| Trinidense           | 1–1 | 1–5 | 1–4 | 1–2 | 3–3 | 1–2 | 1–2 | 1–3 | 2–2 | 2–2 | 1–1 |     |

Sursa: APF es
1Echipa gazdă este listată în coloana din stânga.
Culori: Albastru = gazda e câștigătoare; Galben = egal; Roșu = oaspeții sunt câștigători.

### Topul marcatorilor
| Poz | Jucător              | Naționalitate | Club             | Goluri |
| --- | -------------------- | ------------- | ---------------- | ------ |
| 1   | Juan Carlos Ferreyra | Argentine     | Olimpia          | 12     |
| 1   | Roberto Nanni        | Argentine     | Cerro Porteño    | 12     |
| 3   | Ángel Orué           | Paraguayan    | Libertad         | 9      |
| 4   | Ariel Bogado         | Paraguayan    | Nacional         | 8      |
| 4   | Manuel Maciel        | Paraguayan    | Libertad         | 8      |
| 6   | Néstor Camacho       | Paraguayan    | Rubio Ñú         | 6      |
| 6   | Jonathan Fabbro      | Paraguayan    | Guaraní          | 6      |
| 6   | Pablo Zeballos       | Paraguayan    | Cerro Porteño    | 6      |
| 9   | Julián Benítez       | Paraguayan    | Guaraní          | 5      |
| 9   | Nery Cardozo         | Paraguayan    | Rubio Ñú         | 5      |
| 9   | Hugo Luzardi         | Paraguayan    | Sportivo Luqueño | 5      |
| 9   | Jorge Núñez          | Paraguayan    | Cerro Porteño    | 5      |
| 9   | Luis Ovelar          | Paraguayan    | Sportivo Luqueño | 5      |
| 9   | Sergio Samudio       | Paraguayan    | 3 de Febrero     | 5      |

Source:

## Competiții internaționale
The two tournament champions earn the Paraguay 1 and Paraguay 2 berths in the Second Stage of the 2011 Copa Libertadores. All remaining international qualification will be determined through a season-wide aggregate table. The Paraguay 3 in the 2011 Copa Libertadores berth goes to the best-placed non-champion. For the 2011 Copa Sudamericana, the Paraguay 1 berth goes to the highest placed champion. Paraguay 2 and Paraguay 3 will go to the highest placed teams who have not qualified to an international tournament.
| Poz | Echipa           | MJ | V  | E  | Î  | GM | GP | G   | Pct | Promovare sau retrogradare                                                    |
| --- | ---------------- | -- | -- | -- | -- | -- | -- | --- | --- | ----------------------------------------------------------------------------- |
| 1   | Cerro Porteño    | 44 | 27 | 10 | 7  | 74 | 41 | +33 | 91  | Format:Fb round 2011 Copa Libertadores PR                                     |
| 2   | Libertad         | 44 | 27 | 6  | 11 | 79 | 30 | +49 | 87  | 2011 Copa Libertadores Second Stage and 2011 Copa Sudamericana Second Stage 1 |
| 3   | Guaraní          | 44 | 25 | 10 | 9  | 72 | 42 | +30 | 85  | Copa Libertadores 2011 Faza a doua 1                                          |
| 4   | Nacional         | 44 | 22 | 11 | 11 | 60 | 40 | +20 | 77  | Format:Fb round 2011 Copa Sudamericana 1S                                     |
| 5   | Olimpia          | 44 | 18 | 17 | 9  | 63 | 41 | +22 | 71  | Format:Fb round 2011 Copa Sudamericana 1S                                     |
| 6   | Rubio Ñu         | 44 | 17 | 15 | 12 | 61 | 57 | +4  | 66  |                                                                               |
| 7   | Sol de América   | 44 | 12 | 9  | 23 | 47 | 67 | −20 | 45  |                                                                               |
| 8   | Sportivo Luqueño | 44 | 7  | 21 | 16 | 47 | 60 | −13 | 42  |                                                                               |
| 9   | Sport Colombia   | 44 | 9  | 14 | 21 | 44 | 70 | −26 | 41  |                                                                               |
| 10  | 3 de Febrero     | 44 | 9  | 12 | 23 | 36 | 66 | −30 | 39  |                                                                               |
| 11  | Tacuary          | 44 | 9  | 11 | 24 | 40 | 73 | −33 | 38  |                                                                               |
| 12  | Trinidense       | 44 | 6  | 17 | 21 | 44 | 80 | −36 | 35  |                                                                               |

Sursa: December 2009
Reguli de clasare: 
1st points. If two teams are tied on points, a playoff game will be held to break the tie. If more than two clubs are tied on points, the following will be used as a tiebreaker: 1st goal difference; 2nd goals scored; 3rd away-goals socred; 4th draw of lots.
1. Libertad and Guaraní qualified to the 2011 Copa Libertadores as the Clausura and Apertura champion, respectively.
POZ = Poziția în clasament; (C) = Campioană; (R) = Retrogradată; (P) = Promovată; (E) = Eliminată; (O) = Câștigătoare de play-off; (A) = Avansează în runda următoare. 
Aplicabil doar când sezonul nu este terminat: 
(Q) = Calificare în faza competiției indicată; (TQ) = Calificare în competiție, dar încă nu în faza indicată; (RQ) = Calificată în competiția de retrogradare indicată; (DQ) = Descalificată din competiție.

## Retrogradare
| Poz | Echipa           | '08 Pct | '09 Pct | '10 Pct | Total Pt | Total M | Media  | Retrogradare                        |
| --- | ---------------- | ------- | ------- | ------- | -------- | ------- | ------ | ----------------------------------- |
| 1   | Libertad         | 101     | 82      | 87      | 270      | 132     | 2.0455 |                                     |
| 2   | Cerro Porteño    | 76      | 81      | 91      | 247      | 132     | 1.8712 |                                     |
| 3   | Guaraní          | 79      | 67      | 85      | 231      | 132     | 1.75   |                                     |
| 4   | Nacional         | 77      | 77      | 77      | 231      | 132     | 1.75   |                                     |
| 5   | Olimpia          | 54      | 70      | 71      | 195      | 132     | 1.4773 |                                     |
| 6   | Rubio Ñú         | 0       | 63      | 66      | 129      | 88      | 1.4659 |                                     |
| 7   | Sol de América   | 63      | 50      | 45      | 158      | 132     | 1.197  |                                     |
| 8   | Tacuary          | 52      | 64      | 37      | 155      | 132     | 1.1742 |                                     |
| 9   | Sportivo Luqueño | 49      | 51      | 42      | 142      | 132     | 1.0758 |                                     |
| 10  | 3 de Febrero     | 51      | 43      | 38      | 132      | 132     | 1      |                                     |
| 11  | Sport Colombia   | 0       | 0       | 41      | 41       | 44      | 0.9318 | Retrogradare în División Intermedia |
| 12  | Trinidense       | 0       | 0       | 37      | 37       | 44      | 0.8409 | Retrogradare în División Intermedia |